# Plastron (Schildkröte)

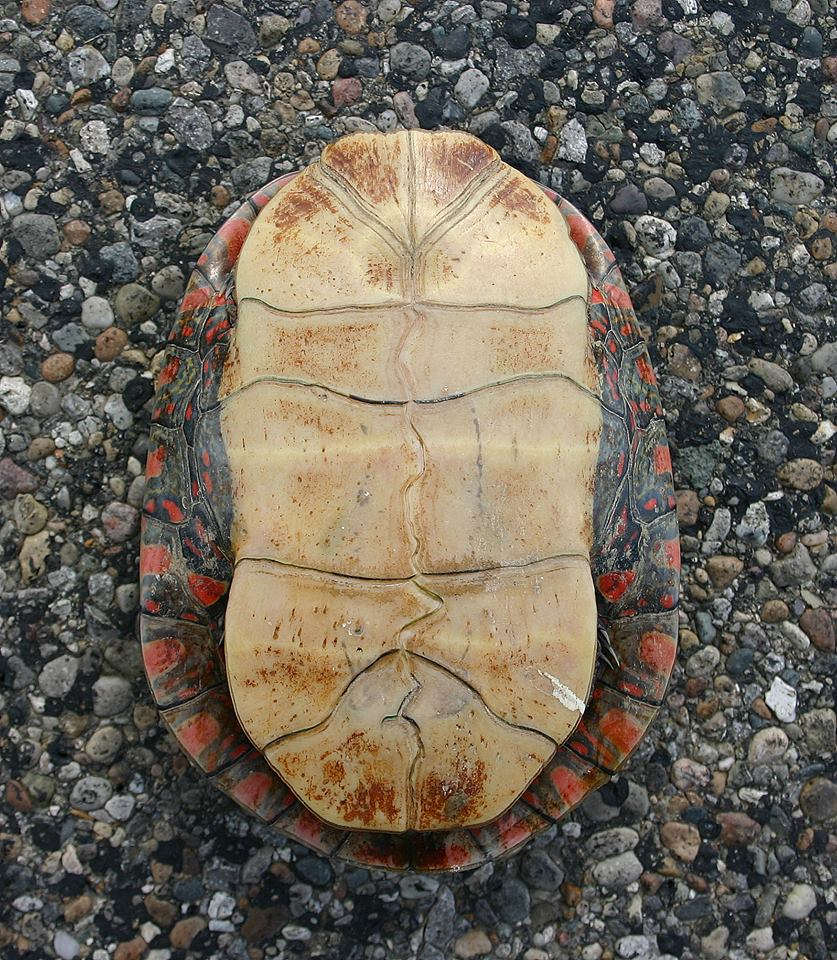
Bauchpanzer einer Zierschildkröte (Chrysemys picta)

Der Plastron (fr. „Brustharnisch“) ist die flache Bauchschale des zweigeteilten Panzers der Schildkröten (Testudinata) und einiger fossiler Placodontier. Über die knöcherne „Brücke“ ist er mit dem dorsalen Teil des Panzers, dem gewölbten Rückenpanzer oder Carapax verbunden.

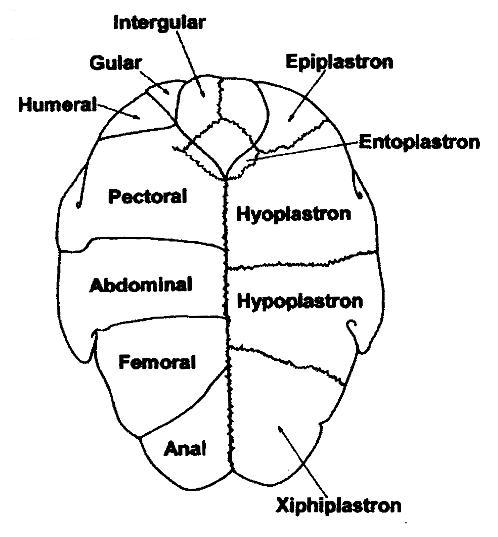
Hornschilde (li.) und Knochenplatten (re.) des Plastrons am Beispiel einer Falschen Spitzkopfschildkröte (Pseudemydura umbrina)
Beschriftung auf Englisch

Der Panzer der Schildkröte ist ein wichtiges Studienobjekt, nicht nur wegen des offensichtlichen Schutzes, den er dem Tier bietet, sondern auch als Identifizierungsinstrument, insbesondere bei Fossilien, da der Panzer zu den Teilen einer Schildkröte gehört, die die Fossilisierung wahrscheinlich überstehen. Das Verständnis der Panzerstruktur bei lebenden Arten liefert daher vergleichbares Material für Fossilien.
Plastron und Carapax bestehen jeweils aus einer unterlagernden Schicht aus massiven Knochenplatten. Der Knochen ist von einer Hautschicht überzogen, die – außer bei den Weichschildkröten – mit Schilden (Scuta, Einzahl Scutum = gewölbter Holzschild römischer Legionäre) aus Hornsubstanz bedeckt ist. Die Grenzen der Horn- und Knochenplatten sind jedoch nicht deckungsgleich. Nach einem allgemeinen Schema lassen sich die Schilde anhand ihrer Position auf dem Plastron in Gruppen einteilen:
- In der Mitte liegen 6 Paar Schilde, Bezeichnung von vorne nach hinten:
  - Gular- oder Kehlschilde (Gulare)
  - Humeral- oder Armschilde (Humerale)
  - Pectoral- oder Brustschilde (Pectorale)
  - Abdominal- oder Bauchschilde (Abdominale)
  - Femoral- oder Schenkelschild (Femorale)
  - Anal- oder Afterschilde (Anale, Syn. Subcaudale)
- Randlich liegen beiderseits eine Reihe Inframarginalschilde
- Vorne liegt gelegentlich ein unpaares Intergulare oder Zwischenkehlschild
- Ferner können noch weitere Scuta wie der Achselschild (Axillare) und der Weichen- oder Hüftschild (Inguinale) auftreten

## Panzer
Der Panzer ist der dorsale (hintere), konvexe Teil der Panzerstruktur einer Schildkröte, der aus den verknöcherten Rippen des Tieres besteht, die mit der Haut verschmolzen sind. Die Wirbelsäule und die verlängerten Rippen sind durch Verknöcherung mit den unter der Haut liegenden Hautplatten verschmolzen und bilden so einen harten Panzer. Außerhalb der Haut ist der Panzer mit Schuppen bedeckt, das sind Hornplatten aus Keratin, die den Panzer vor Kratzern und Quetschungen schützen. Bei einigen Arten ist ein Kiel vorhanden, ein Grat, der von der Vorderseite bis zum Rücken des Tieres verläuft; diese können einzeln, paarweise oder sogar in drei Reihen angeordnet sein. Bei den meisten Schildkröten ist der Panzer relativ einheitlich strukturiert, wobei die Hauptunterschiede zwischen den Arten in der allgemeinen Form und Farbe liegen. Die Weichpanzerschildkröten, die Schweinsnasenschildkröten und die Lederschildkröte haben jedoch die Schuppen verloren und die Verknöcherung des Panzers reduziert. Dadurch ist der Panzer nur noch von der Haut bedeckt. Alle diese Arten sind stark aquatisch orientiert.
Die Entwicklung des Schildkrötenpanzers ist einzigartig, weil der Panzer die umgewandelten Wirbel und Rippen darstellt. Während bei anderen Tetrapoden das Schulterblatt außerhalb des Brustkorbs liegt, befindet sich das Schulterblatt bei Schildkröten innerhalb des Brustkorbs. Die Schalen anderer Tetrapoden, wie z. B. Gürteltiere, sind nicht direkt mit der Wirbelsäule oder dem Brustkorb verbunden, so dass sich die Rippen frei mit dem umgebenden Zwischenrippenmuskel bewegen können. Die Analyse des Übergangsfossils Eunotosaurus africanus zeigt jedoch, dass die frühen Vorfahren der Schildkröten diesen Zwischenrippenmuskel, der normalerweise zwischen den Rippen liegt, verloren haben.

## Plastron
Das Plastron ist der fast flache Teil des Panzers einer Schildkröte, den man als Bauch oder ventrale Oberfläche des Panzers bezeichnen würde. Zu ihm gehören auch die vorderen und hinteren Brückenstreben und die Panzerbrücke. Das Plastron besteht aus neun Knochen, und die beiden Epiplastra am vorderen Rand des Plastrons sind mit den Schlüsselbeinen anderer Tetrapoden identisch. Der Rest der Plastronknochen ist den Gastralia anderer Tetrapoden ähnlich. Das Plastron wurde als Exoskelett beschrieben, wie die Osteoderme anderer Reptilien; im Gegensatz zu den Osteodermen besitzt das Plastron jedoch auch Osteoblasten, das Osteoid und das Periost.
Die Entwicklung des Plastrons ist eher rätselhaft geblieben, obwohl Georges Cuvier, ein französischer Naturforscher und Zoologe im 19. Jahrhundert, schrieb, dass sich das Plastron hauptsächlich aus dem Brustbein der Schildkröte entwickelte. Dies deckt sich gut mit den Erkenntnissen aus embryologischen Studien, die zeigen, dass Veränderungen in den Entwicklungswegen der Rippen häufig zu einer Missbildung oder zum Verlust des Plastrons führen. Dieses Phänomen tritt auch bei der Entwicklung von Schildkröten auf, aber statt eines vollständigen Verlusts des Brustbeins wird der Knochen im Körperplan der Schildkröte in die Form des Plastrons umgewandelt, obwohl andere Analysen ergeben, dass das endochondrale Sternum fehlt und durch das exoskelettale Plastron ersetzt wird. Die ventralen Rippen sind tatsächlich nicht vorhanden und wurden durch das Plastron ersetzt, es sei denn, die Gastralia, aus denen sich das Plastron entwickelte, waren einst schwimmende ventrale Rippen. Während der Evolution der Schildkröten gab es wahrscheinlich eine Arbeitsteilung zwischen den Rippen, die auf die Stabilisierung des Rumpfes spezialisiert waren, und den Bauchmuskeln, die für die Atmung zuständig waren, und diese Veränderungen fanden 50 Millionen Jahre vor der vollständigen Verknöcherung des Panzers statt.
Die Entdeckung des Fossils einer Ur-Schildkröte, Pappochelys rosinae, liefert zusätzliche Hinweise auf die Entstehung des Plastrons. Pappochelys ist eine Zwischenform zwischen zwei frühen Stammschildkröten, E. africanus und Odontochelys, von denen letztere ein voll ausgebildetes Plastron besitzt. Anstelle eines modernen Plastrons hat Pappochelys gepaarte Gastralia, wie sie bei E. africanus zu finden sind. Pappochelys unterscheidet sich von seinem Vorfahren dadurch, dass die Gastralia Anzeichen dafür aufweisen, dass sie einst miteinander verschmolzen waren, wie die fossilen Exemplare zeigen, die gegabelte Enden aufweisen. Dies zeigt einen allmählichen Wandel von paarigen Gastralien zu paarigen und verschmolzenen Gastralien und schließlich zum modernen Plastron bei diesen drei Exemplaren.
Bei einigen Familien gibt es ein Scharnier zwischen den Brust- und Bauchpanzern, das es der Schildkröte ermöglicht, sich fast vollständig zu umschließen. Bei einigen Arten lässt sich das Geschlecht einer Testudine daran erkennen, ob das Plastron konkav (männlich) oder konvex (weiblich) ist. Der Grund dafür ist die Paarungsposition; das konkave Plastron des Männchens ermöglicht es ihm, das Weibchen während der Kopulation leichter zu besteigen.
Die Plastralschuppen laufen entlang einer zentralen Naht in der Mitte des Plastrons zusammen. Anhand der relativen Länge der Nahtsegmente lässt sich eine Schildkrötenart bestimmen. Es gibt sechs seitlich symmetrische Schuppenpaare auf dem Plastron: Gular-, Humerus-, Pectoral-, Abdominal-, Femoral- und Analschuppen (vom Kopf bis zum Schwanz entlang der Naht); die Abdominal- und Gularschuppennähte sind ungefähr gleich lang, und die Femoral- und Pectoralschuppennähte sind ungefähr gleich lang.
Die Gularschuppe oder der Gularvorsprung einer Schildkröte ist der vorderste Teil des Plastrons, der Unterseite des Panzers. Einige Schildkröten haben paarige Gularschilde, andere haben einen einzelnen ungeteilten Gularschild. Die Gularschuppen können als Gularvorsprung bezeichnet werden, wenn sie wie eine Kelle abstehen.

### Plastral formula
Die Plastralformel wird verwendet, um die Größe der einzelnen Plastralschuppen (gemessen entlang der Mittelnaht) zu vergleichen. Die folgenden Plastralschuppen werden häufig unterschieden:
- inter kehle
- Kehle
- Oberarm
- pektoral
- abdominal
- Oberschenkel
- anal

Der Vergleich der Plastralformeln ermöglicht eine Unterscheidung zwischen den beiden Arten. Zum Beispiel lautet die Plastralformel für die Carolina-Dosenschildkröte:
anal > abdominal > Kehle > pektoral > Oberarm >< Oberschenkel.
Schildkrötenplastrons wurden von den alten Chinesen für eine Art der Wahrsagerei verwendet, die Plastromantie genannt wird. Siehe auch Orakelknochen.